# Alchemia hinduistyczna
Alchemia hinduistyczna – alchemia praktykowana przez wyznawców różnych nurtów hinduizmu. Wielu indyjskich siddhów było alchemikami. Teksty tantryzmu definiują rasajanę jako piątą z siddhi.

## Historia
Potwierdzone źródłami informacje o praktykach indyjskiej alchemii pochodzą z II połowy I w. n.e.
Zdaniem P.CH. Raya alchemia indyjska powstała w Indiach samodzielnie, jej pojawienie się nie zostało zainicjowane obcym wpływem
. Jednak część komentatorów wnioskuje o wpływach arabskich, w tym szczególnie na alchemię buddyjską (Nagardżuna). Mircea Eliade podaje jako argument, że pisma alchemiczne tworzono również na obszarach subkontynentu indyjskiego słabo zislamizowanych, w tym w Nepalu i tamilskim południu Indii.

## Żywioły
Hinduistyczne podania o żywiołach ukształtowały się w okresie około 500 p.n.e.
Zaliczano do nich (wyliczając od najmniejej subtelnych) następujące kategorie:
- ziemia (prythiwi)
- woda
- ogień (tedźas)
- powietrze (waju)
- eter (przestrzeń, akaśa).

## Metale
Początkowo hinduistyczni indyjscy alchemicy rozróżniali jedynie 6 metali. Około 1363 Sangadhara wyróżnił kolejne metale, w tym brąz i mosiądz. Następnie Adhamalla – komentator dzieł Sanngadhary opisał korespondencję pomiędzy metalami i planetami.
- Złoto identyfikowano z Agnim – bóstwem ognia. Tradycja głosi, iż powstało ze spermy tego boga w wyniku kontaktu z wodą[2].
- Rtęć przyporządkowana została bogowi Śiwie już w pismach Adhamalla[3]. Śiwę uznawano za ojca i nauczyciela systemu rtęciowo-siarkowego (rasajana, trb. rasāyana, droga rtęci), popularnego nurtu hinduistycznej tradycji alchemicznej w okresie XII – XIV w.